# 賓動主語序
如果在句子中，主语（S）、宾语（O）、动词（V）按照“宾-动-主”的顺序排列，这种语序就被称为宾-动-主语序（OVS，Object–Verb–Subject）。
它是六種可能使用的語序中第二少見的一種，但是依然有些語言以此種語序為基本語序，像希卡利亚纳语（使用於巴西亚马逊河流域的一種語言）、Guarijio語（使用於墨西哥西北部的一種猶他-阿茲特克語系語言）等，在這些語言中，「山姆 吃 橘子」這句話會看起來像「橘子 吃 山姆」的樣子，許多SVO語序語言的被動式即為OVS，如「此孩見（受）懲於其母」，句中「此孩」皆為動作接受者，即賓語，「見（受）懲」則為謂語，「其母」為動作者，即主語。故此兩句亦同「母懲其孩」。「The boy was hit by his mother」（翻譯：那男孩被他母親打了）這句英語中，The boy為動作的接受者，在事實上是賓語，was hit為謂語，his mother為動作者，在事實上為主語，因此這個句子等價於「The boy's mother hit the boy」。
一些語言，像巴斯克語、德語、羅馬尼亞語、拉丁語、人造語言世界語等具有格變化，因為語序較自由，進而可調換的語言亦有可能使用此種語序，縱使這不是它們本身的基本語序。
人造語言克林貢語是电影中外星人的语言，基本上為OVS語序，以制造出一种外星語言的感覺。